# 峨眉柯
峨眉柯（学名：Lithocarpus oblanceolatus），为壳斗科柯属下的一个植物种。